# Maximum Carnage
Maximum Carnage est un arc narratif de Spider-Man, publié en 1993 sous la forme d'un crossover entre les 4 séries mensuelles du personnage et le trimestriel Spider-Man Unlimited créé pour l'occasion. Suite de la saga Carnage présentée un an plus tôt par David Michelinie et Mark Bagley dans The Amazing Spider-Man #361-363, il met en scène le grand retour du dangereux Carnage et son association avec d'autres super-criminels que l'Araignée va donc devoir affronter aux côtés de divers alliés.

## Contexte
Bien que cette saga se suffise à elle-même, elle fait partie intégrante de la continuité des séries qui la présente, ce qui transparait à travers divers éléments. Ainsi, le lecteur qui découvre cette histoire en dehors de son contexte peut se trouver surpris par ces quelques particularités.
En premier lieu, le tabagisme de Mary Jane Watson-Parker. En effet, dans The Amazing Spider-Man #361, Peter Parker découvre que son épouse gère à présent son stress par ce moyen. Cette intrigue se conclura peu après Maximum Carnage avec l'épisode 385, où la jeune femme prendra conscience de l'impact de la cigarette en voyant une connaissance en cancer terminal.
D'autre part, la présence des parents de Peter, réapparus dans sa vie à la fin de l'épisode 365. Le couple finit par gagner la confiance de Peter, malgré la suspicion de Tante May qui s'avèrera fondée dans l'épisode 388 puisque le héros y découvrira que ses prétendus parents sont en fait des robots envoyés par le Caméléon pour le démasquer.
Concernant Venom, il vient de s'installer à San Francisco. En effet, dans l'épisode 375, il a conclu un pacte avec l'Araignée, réalisant que même s'il est responsable d'une partie de ses malheurs, il n'en est pas moins un héros altruiste.
Enfin, Maximum Carnage commence juste après la publication de The Spectacular Spider-Man #200, où Harry Osborn trouve la mort dans un élan de rédemption après une longue période passée à tourmenter celui qui était son meilleur ami. 

## Résumé
À l'institut Ravencroft pour psychopathes, Cletus Kasady redevient Carnage, révélant que si son symbiote a bel et bien été désincarné par Spider-Man durant son combat aux côtés de Venom, il avait cependant réussi à infecter son sang, qui est désormais capable de le reproduire. Lors de son évasion, il fait la rencontre de Shriek, une mutante internée qui le persuade de l'emmener avec lui, puis du Double Sans-Âme de l'Homme-Araignée créé par Magus pendant La Guerre du pouvoir.

Parallèlement, à la suite de l'enterrement d'Harry Osborn, Peter apprend l'évasion de Kasady. Il ne tarde pas à être attaqué par son Double et Shriek, qui le laissent en piteux état dans une ruelle tandis que leur chef est parti au Daily Bugle menacer J. Jonah Jameson pour faire passer le message de ses intentions.
Menacé par des voyous, le Tisseur de Toile est secouru par La Cape et l'Épée, mais leur refuge est bientôt pris d'assaut par Shriek et le Sans-Âme, celui-ci n'ayant pu résister à l'envie d'achever son « modèle », puis par Carnage lui-même. Déclarant être devenue folle à la suite de sa rencontre avec la Cape, la criminelle utilise ses rayons soniques sur l'Épée pour la faire exploser dans un éclair.

Loin de là, à San Francisco, Venom apprend le retour de sa progéniture, décidant aussitôt de se rendre à New York pour s'en occuper personnellement.
La Cape s'éclipsant en criant vengeance, Spider-Man retourne auprès de Mary Jane pour panser ses blessures, après quoi il affronte le Bouffon Noir. De son côté, Carnage affirme son autorité sur ses alliés puis il les emmène sèmer la terreur à Central Park, où Venom tente de les arrêter mais doit s'incliner sous le nombre, gisant finalement blessé sur le seuil des Parker.
Alors que le Bouffon Noir se joint à la coalition de Carnage, l'Araignée trouve de l'aide auprès de la Chatte Noire. Avec Venom, ils retrouvent leurs ennemis aux prises avec la Cape, mais bientôt l'entrepôt s'écroule.
Spider-Man renonce à poursuivre la bande de criminels pour sauver la vie de la Chatte Noire et Venom, qui le lui reprochent. Il va alors chercher conseil auprès de sa famille, mais à son retour il s'aperçoit que la ville est en proie à des émeutes. Déçu que l'homme de la rue montre d'aussi bas instincts, il décide alors de se montrer impitoyable à son tour.
Venom, la Cape et la Chatte Noire recrutent Morbius, le vampire vivant, tandis que Mary Jane se change les idées à l'inauguration du Deep, une boîte de nuit branchée. Malheureusement, celle-ci est tellement médiatisée que Carnage et sa bande s'y invitent pour semer le chaos.

Bientôt, les justiciers font leur entrée, sauvant de justesse Mary Jane que Carnage s'apprêtait à exécuter, puis l'Homme-Araignée arrive à son tour, se résignant à accepter les méthodes expéditives de ses alliés pour prendre les vilains en chasse.
Tandis que les héros élaborent une stratégie, s'emparant du fusil sonique des Quatre Fantastiques et enrôlant Firestar, membre des New Warriors dont les rayons sont dangereux pour les symbiotes, les rangs de leurs ennemis s'élargissent avec l'entrée en scène de Carrion, avec qui ils terrassent sans peine Deathlok, un cyborg héroïque qui cherchait à les arrêter.
Alors que l'entourage de Peter Parker, protégé par l'Homme de Métal, est confronté à la violence qui touche les New-Yorkais, le groupe de justiciers utilise les médias pour inviter Kasady à se rendre à l'orphelinat où il a grandi. Là, il les attend en racontant sa triste enfance à ses associés. Le combat qui s'ensuit tourne en faveur des forces du bien, les micro-ondes de Firestar et le fusil sonique détenu par Venom ayant raison du symbiote de Carnage, mais lorsqu'ils se retiennent de l'achever, Cletus révèle que son sang peut reformer le symbiote à volonté…

Plus loin, Iron Fist porte secours à Deathlok, que Carnage avait laissé empêtré dans des câbles à haute tension.
Si la situation semble désespérée et insoluble pour les plus idéalistes du groupe de héros, ils n'en renoncent pas moins à combattre, mais leurs ennemis prennent le dessus, notamment quand Shriek utilise un pouvoir, donné par la Cape malgré lui, pour rallier les civils à leur sauvagerie, puis quand la seconde tentative de Firestar de griller le symbiote avorte au dernier moment, la jeune héroïne ne pouvant supporter l'idée de prendre la vie de Kasady. Compassion qui lui vaut ainsi qu'à Spidey la colère de Venom, qui se retrouve alors seul face aux super-méchants.

Son symbiote mis à mal par les rayons de Shriek, c'est sous sa forme humaine qu'Eddie Brock est alors capturé par les vilains. À leur réveil, les justiciers se trouvent rejoints par un nouvel allié, Captain America.
Carnage et Shriek torturent Brock et son symbiote dans la statue de la Liberté pendant que leurs camarades sont poursuivis par la Cape, la Chatte Noire et Morbius, qui sont mis à mal jusqu'à l'intervention du mystérieux Nightwatch. Celui-ci les prend en chasse aux côtés du vampire alors que Felicia et la Cape se retirent pour panser leurs blessures.

De leur côté, le Tisseur et Firestar retrouvent foi en leurs idéaux grâce à Captain America, qui ne tarde pas à rallier également Deathlok et Iron Fist. Au passage, l'Araignée sécurise un poste de police assiégé par ses détenus.
Morbius et Nightwatch débusquent la bande de tueurs dans la statue de la Liberté, mais sont contraints de battre en retraite pour cause d'infériorité numérique. Cependant, les autres super-héros trouvent Shriek en train de pervertir les esprits. Ils la neutralisent et commencent à ramener la population à la raison, mais l'arrivée de ses alliés lui donne l'occasion de pousser ses pouvoirs à leur paroxysme.
La torture infligée par Carnage à son géniteur prend fin lorsque celui-ci se révèle avoir dissimulé une partie de son symbiote, permettant sa libération. Frustré et furieux d'avoir été dupé, Carnage se rend en ville pour passer sa colère sur les siens, qui sont en train de savourer l'impuissance des justiciers face à la sauvagerie des civils. Il provoque la mort du Double Sans-Âme et le groupe est sur le point de se désagréger lorsque les héros font remarquer que cette dispute a fait perdre à Shriek le contrôle de la foule. De plus, la Cape revient avec une surprise en la personne de l'Épée, bel et bien en vie.
L'Épée explique avoir pu se reconstituer grâce à la nature de son pouvoir et son lien avec la Cape, ce qui provoque un fort accès de rage chez Shriek. Elle tente néanmoins d'éclairer son esprit grâce à sa lumière, mais le mal est si bien ancré dans la criminelle que la tentative échoue. Les vilains réalisent alors que leurs adversaires sont tous partis à l'exception de Spider-Man. Seul contre tous, il résiste tant bien que mal, jusqu'à ce que cela s'avère être une diversion : les autres sont allés chercher un appareil sophistiqué capable d'amplifier les ondes alpha du cerveau, ce qui a pour effet de submerger leur haine par la paix intérieure.

Les vilains sont ainsi définitivement neutralisés, seul Carnage résistant assez pour faire surchauffer l'engin. L'explosion qui en résulte lui coûte la vie, du moins en apparence car un peu plus tard, alors que seuls restent l'Homme-Araignée et Venom, il surgit en pleine forme.
Carnage a pu fuir en recouvrant une victime d'un faux symbiote, mais l'appareil a ébranlé son esprit. Il cherche à se réfugier dans son passé en retournant dans les endroits-clés de sa vie, mais Venom profite de cet état pour le harceler. Le Tisseur de Toile, après avoir repris son souffle auprès de Mary Jane, les poursuit tant bien que mal, s'interposant pour éviter que l'un tue l'autre, mais, affaibli par ses blessures, il ne doit son salut qu'à l'intervention de la Chatte Noire.

Finalement, Venom entraîne son rejeton dans des générateurs électriques, provoquant une explosion qui neutralise Kasady tout en lui permettant de s'éclipser. C'est ainsi que l'assassin est enfin arrêté et placé en lieu sûr.

## Influences

### Jeu vidéo
En 1994, la saga est adaptée en jeu vidéo sous le titre Spider-Man and Venom: Maximum Carnage, beat them all sorti sur Sega MegaDrive et Super Nintendo. Le jeu ne se contrôle qu'à un joueur mais celui-ci y contrôle à tour de rôle Spider-Man et Venom selon les niveaux, tout en sollicitant parfois la courte intervention des autres héros, en tant que bonus. Entre chaque niveau, des planches directement tirées des comics originels représentent l'avancée dans l'histoire.
Vingt ans plus tard, dans le jeu The Amazing Spider-Man 2 inspiré du film homonyme, le dernier chapitre du mode histoire porte le titre Maximum Carnage, mettant en scène le personnage en tant que boss final.
Notons également le clin d'œil du trophée intitulé Minimized Carnage (Carnage minimum) dans le jeu Spider-Man: Shattered Dimensions.

### Comics
Plusieurs comics ultérieurs ont fait allusion à cette histoire de manière plus ou moins subtile :
- le one-shot Maximum Clonage et le crossover Minimum Carnage, par leurs titres respectifs ;
- The Amazing Spider-Man Annual 28, publié peu après la saga, lui fait suite en relatant le retour de Carnage, tandis que les épisodes 390 à 393 de la série s'intéressent au lien familial artificiel entre Shriek et Carrion ;
- Venom, lui, retrouve Carnage dans la mini-série Venom: Carnage Unleashed, où le serial killer tient l'affiche d'un jeu vidéo calqué sur le véritable jeu Maximum Carnage présenté ci-dessus ;
- les mini-séries Carnage de Zeb Wells et Clayton Crain mettent en scène le retour du Double Sans-Âme de l'Araignée, occasionnant une référence aux événements de Maximum Carnage. Vu leur gravité, ces événements sont également mentionnés dans bien d'autres comics, tels Amazing #381, 384 ou encore Spider-Man Unlimited #09.

### Film
La trame du film Venom : Let There Be Carnage semble s'être inspirée du comics, puisqu'il met en scène les personnages de Venom, Shriek et Carnage et comporte quelques autres similitudes, notamment l'activation du symbiote au moment d'une piqûre.

## Publication en France
- 1994-1995 : Spider-Man n°11-14 (Collection Version Intégrale, Éditions Semic)